# Teresa Lanceta
Teresa Lanceta Aragonés (née à Barcelone le 1er juillet 1951) est une artiste espagnole qui travaille le textile, la peinture, la vidéo et l'écriture. Elle a fait des recherches sur l'art textile populaire au Maroc, le travail des femmes dans l'industrie du tabac et le tapis espagnol du XVe siècle.
Elle reçoit en 2023 le prix national d'arts plastiques (Espagne).

## Biographie
Licenciée en histoire moderne et contemporaine de l'Université de Barcelone, Teresa Lanceta a obtenu un doctorat en Histoire de l'art à l'Université complutense de Madrid.
Dans les années 70, elle commence à tisser, en concevant comme art ce qui traditionnellement était considéré comme de l'artisanat. Elle s'intéresse aux femmes tisserandes, spécialement les Marocaines,.
Elle est enseignante à l'École Massana de Barcelone entre 2013 et 2020 et collabore au projet Los oficios del Raval, promu par le musée d'Art contemporain de Barcelone (MACBA), l'association Diàlegs de dona et l' I.E.S. Miquel Tarradell. Elle écrit régulièrement pour le magazine Concreta.

## Expositions

### Expositions individuelles
Un de ses premiers projets est La alfombra roja (Le tapis rouge), qu'elle expose au Museo Textil y de la Indumentaria (es) de Barcelone en 1989. En 2000, elle expose au Musée de la Reine Sofía de Madrid. L'exposition, organisée par Marie-France Vivier et intitulée Textiles marocains, réunit des pièces de tisserandes de différentes régions du pays et celles de Teresa Lanceta, qui tente d'approcher, en le réinterprétant, l'art textile du Moyen Atlas. À propos de cette exposition, l'artiste a déclaré :
« Peut-être avons-nous du mal à comprendre la nécessité que l'objet utile, comme les tapis et les textiles, soit le vecteur de la transmission de l'art aux populations à faibles revenus. Peut-être avons-nous aussi du mal à saisir la créativité des techniques et des langages d'autrui, mais ce n'est plus le moment de se demander ce que fait cet "autre" accroché aux murs du Reina Sofía, mais plutôt comment il se fait qu'il n'ait pas été accroché avant, parce que cet "autre" est devenu nous-mêmes depuis longtemps. »
Quelques mois plus tard, Tejidos marroquíes (Textiles marocains) est exposé à la Villa des Arts de Casablanca, au Maroc. La même année, l'exposition Tejida abstracción (Tissé Abstraction) a lieu au musée d'Art moderne d'Ibiza et au musée de Teruel,.
En 2011, elle présente Cierre es la respuesta, un documentaire sur les ouvrières de l'ancienne usine de tabac d'Alicante. Sur le même thème, elle publie deux ans plus tard le livre intitulé Mujeres e industria tabaquera en Alicante (Les femmes et l'industrie du tabac à Alicante), qui reçoit le prix Bernat Capó, récompense du musée valencien d'ethnologie.
Avec El paso del Ebro (Le Passage de l'Èbre), présentée à la Galería Espacio Mínimo de Madrid en 2015, elle se réfère à un voyage qu'elle fait chaque semaine d'Alicante à Barcelone aller-retour, traversant une rivière près du site de la bataille de l'Èbre le 25 juillet 1938, une bataille particulièrement sanglante de la guerre civile espagnole dont Lanceta avait entendu parler dans son enfance par des parents originaires de cette région. L'exposition comprend cinq textiles représentant les cinq mois de la bataille, ainsi que deux séries de 115 photographies, prises depuis le train à chaque voyage, pour les 115 jours de la bataille. Le projet est accompagné d'une vidéo et d'une narration dédiées à sa tante Teresina.
En 2016, elle présente Adiós al rombo, un autre de ses grands projets, à La Casa Encendida à Madrif, orienté vers les traditions textiles des tisserandes du Moyen-Atlas dont les tissus, qui unissent le quotidien et le symbolique, inspirent l'exposition. Organisée par Nuria Enguita, l'exposition comprend des tapisseries, des peintures, des dessins, un texte et des vidéos réalisés à partir d'entretiens avec des femmes de la région ou avec leurs proches en Espagne. Quelques mois plus tard, Farewell to the Rhombus est installé à l'Azkuna Zentroa de Bilbao.
En 2019, elle revient à la galerie Espacio Mínimo pour présenter La alfombra española del siglo XV (Le tapis espagnol du XVe siècle), une collection de trente dessins, peintures et tapisseries avec lesquels elle redéfinit l'industrie d'inspiration et d'exécution mauresque qui existait à Albacete, Cuenca et Tolède au cours de ce siècle.
En 2022, le musée d'Art contemporain de Barcelone, MACBA, et l'Institut valencien d'art moderne, IVAM, ont coproduit l'exposition Teresa Lanceta. Tejer como código abierto (Tissage en open source), un voyage à travers son parcours des années soixante-dix à aujourd'hui à travers ses tapisseries, peintures, toiles, écrits, dessins et vidéos. Cette rétrospective est programmée au MACBA, du 8 avril au 11 septembre 2022 et à l'IVAM, du 6 octobre 2022 au 12 février 2023,.
En France, son œuvre sera exposée de mars à juin 2024 au musée d'Art moderne de Céret, Teresa Lanceta, la mémoire tissée.

### Expositions collectives
- De una parte a otra, au Gezira Art Center au Caire, Lonja del Pescado à Alicante, Université Le Mirail à Toulouse, 2009
- De l'ombre à la lumière, musée Jean-Lurçat et de la Tapisserie contemporaine à Angers, 2011
- How to (…) things that don’t exist, 31e Biennale de São Paulo, 2014
- El contrato, Azkuna Zentroa, Bilbao, 2014
- La réplica infiel, Centre d'Art Dos de Mayo, Móstoles, 2016[3]
- 57e Biennale de Venise, 2017 [18]
- Collection Per amor a l'art. ¿Ornamento=Delito? , Bombas Gens, Valence, 2017-18[19]
- Te toca a ti, EACC, Castellón, 2018[20]
- Aplicación Murillo. Materialismo, Charitas, Populismo, Séville, 2019[21]
- Actually, the Dead Are Not Dead. Bergen Assembly. Bergen, Norvège, 2019[22]
- Una forma de ser, Württembergischer Kunstverein, Stuttgart, 2020-21[23]
- Colección XVIII Textil, Centro de Arte 2 de mayo, Móstoles, 2020-21[24]
- In the Inner Bark of Trees, Archive Berlin, Berlin, 2023
- Antes de América. Fuentes originarias en la cultura moderna, Fondation Juan March, Madrid, 2023-24[25],[26]
- Woven Histories: Textiles and Modern Abstraction, LACMA, Los Angeles, 2023-24[27],[28].

## Distinctions et prix
- 2023 : Prix national d'arts plastiques (Espagne)